# Caestertgroeve

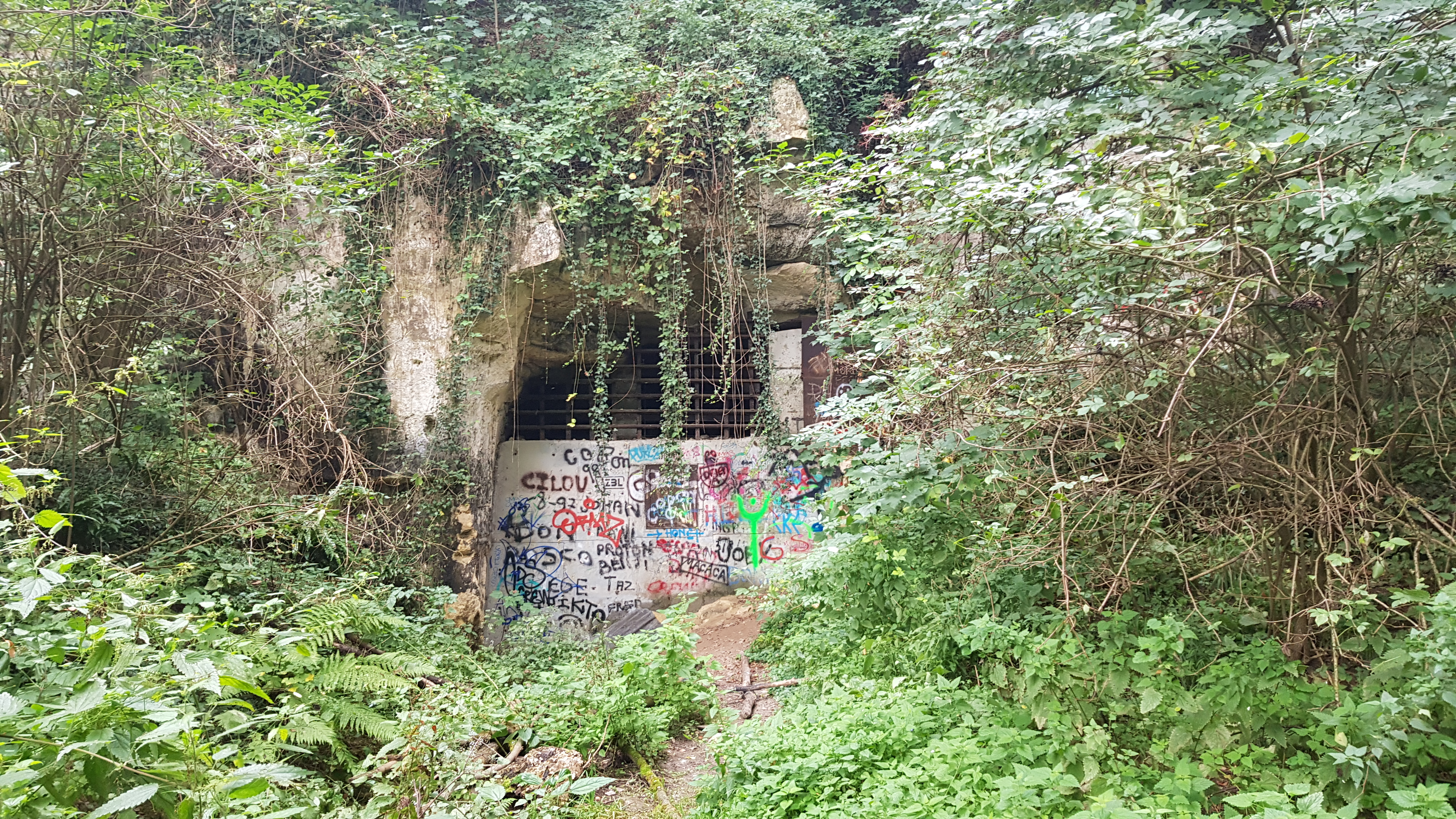
Hoofdingang van de groeve

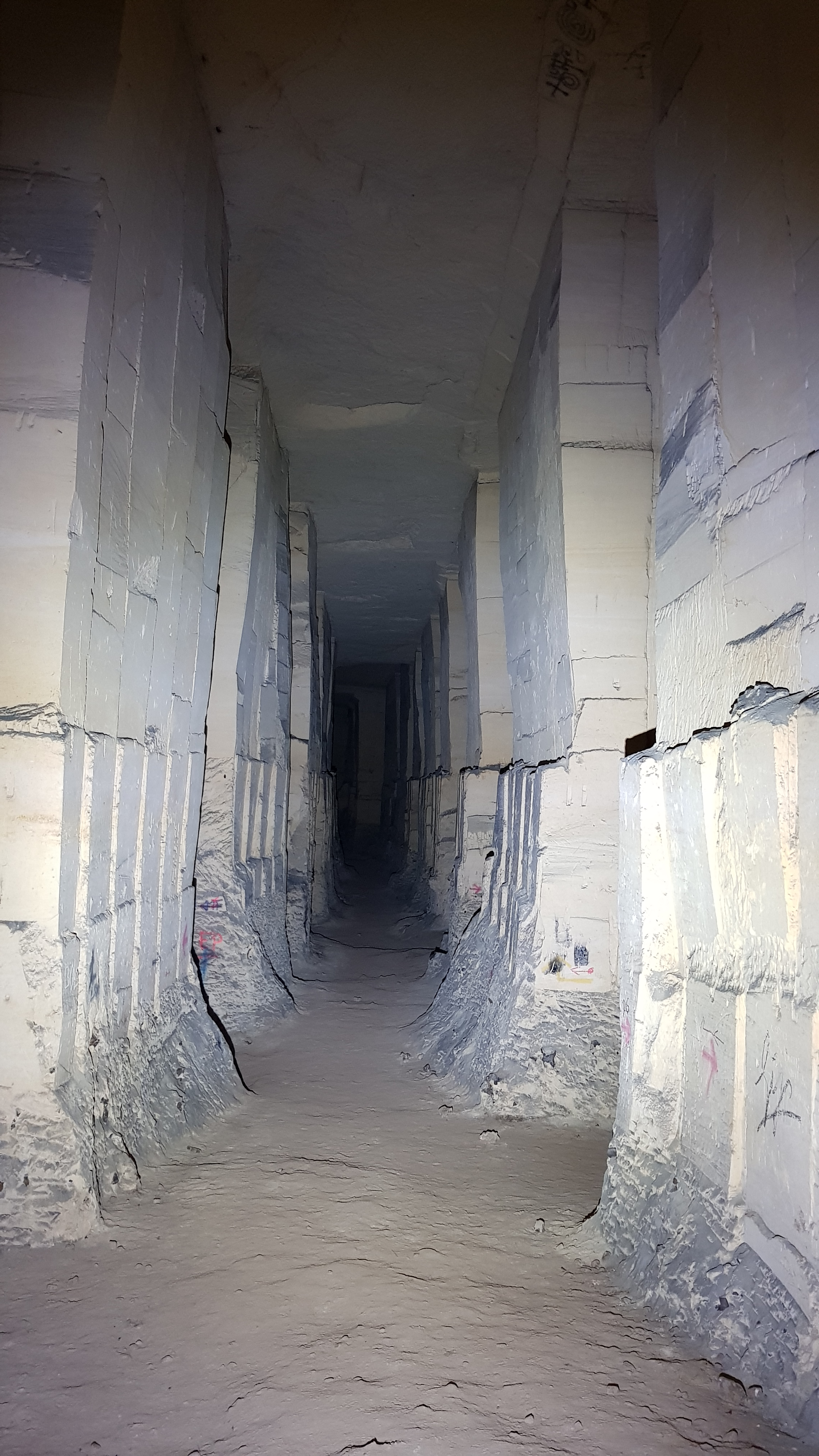
Een van de gangen

De Caestertgroeve (ook: Groeve Caster) is een gangenstelsel en Limburgse mergelgroeve op de grens van de Belgische gemeentes Riemst en Wezet. De groeve ligt in het zuidelijk deel van de Sint-Pietersberg in het Plateau van Caestert ten noordwesten van Klein-Ternaaien en ten zuidoosten van Kanne. Het Waalse gedeelte van de groeve ligt in het beschermde gebied van Thier de Caster.
De groeve is vernoemd naar het Kasteel Caestert dat ten zuiden van de groeve op de plateaurand gestaan heeft. De groeve ligt tegen de grens met Nederland en sluit daar aan op het Zuidelijk Gangenstelsel in Nederland. Ten zuiden van de groeve liggen de zelfstandige groeves van de Grafkelder van Caestert en de Kasteelgroeve en ten zuiden van het kasteel de Groeve Ternaaien-Boven.

## Geschiedenis
In het midden van de 13e eeuw werden waarschijnlijk de oudste gangen uitgehouwen (in wat we in de 21e eeuw kennen als het kapeldeel achter de kapelingang). Na de eerste ontginningsfase stortte het ingangsgedeelte in.
In de late 13e eeuw of rond het begin van de 14e eeuw werden (na verdwijnen van de oude ingang) enkele ingangen in de bergwand gemaakt ten noorden van de oude ingang. Via deze nieuwe ingangen werd er een nieuwe ontginning begonnen. Via kleine doorbraken werd deze ontginning uiteindelijk aangesloten op het oudere kapeldeel.
In de 15e eeuw vond er een nieuwe grote ontginningsfase plaats. Deze kwam op gang na de verwoesting van de stad Luik door Karel de Stoute in 1468. Als gevolg van die verwoesting was er een grote vraag naar bouwstenen, wat zorgde voor een grote ontginningssnelheid in de groeve. In die periode kreeg het kapeldeel waarschijnlijk met uitbreidingen van het gangenstelsel een nieuwe ingang.
In de 19e eeuw werden de jongste gedeelten van de groeve ontgonnen. In die periode werden parabolische gangen uitgehouwen voor het verkrijgen van mergelpoeder en -brokken. Na 1900 is het onwaarschijnlijk dat er nog ontginningsactiviteiten in de groeve waren. De parabolische gangen werden eveneens aangelegd in het kapeldeel, hoewel dit gedeelte door het leegstromen van aardpijpen ontoegankelijk was geworden. Om de verkregen mergel vervolgens af te kunnen voeren naar de uitgang werd er ondergronds een transportweg aangelegd door in de bestaande gangen van het noordelijke gedeelte de vloer op te hogen met aarde van leeg gestroomde aardpijpen. Ter plaatse van de aardpijpen werd de aarde juist afgegraven om ruimte te maken voor de transportweg. Aan de zijkanten werd ter versteviging op meerdere plekken mergelblokken opgestapeld om te voorkomen dat de aarde zou afschuiven en werden hoeken van pilaren afgerond. Via een paraboolvormige doorgang werd de transportweg aangesloten op het kapeldeel.
In 1945 ontstond aan de noordkant van de stort (de latere D'n Observant) de eerste instorting doordat de pilaren van het gangenstelsel bezweken onder de druk van de zware grondmassa erboven. In 1945 waren er vier instortingen bekend, in 1946 volgden er nog een stuk of zes, drie in 1947 en twee in januari 1948. De instortingen verplaatsten zich richting het zuiden en westen. In de Caestertgroeve was destijds een champignonkwekerij gevestigd en die kreeg te maken met de gevaarlijke situatie van zware drukgolven door het gangenstelsel. In 1948 was er een briefwisseling van de Hoofdingenieur Directeur P. Gérard van het Mijnwezen in Hasselt met de Inspecteur Generaal der Mijnen in Heerlen. Daarin schrijft Gérard over de verschillende instortingen die zich hadden voorgedaan onder de stort en het gevaar dat dit opleverde. Om het gevaar het hoofd te bieden werden er verschillende voorstellen gedaan. Het voorstel om drie betonnen muren te bouwen werd uitgevoerd. Daarbij werd er ook een luchtschacht aangelegd zodat de lucht bij een drukgolf ergens naar weg kan. Op 28 februari 1949 meldde de ENCI dat de anderhalf meter brede schacht geboord is en men met het metselen van blokken zal gaan beginnen. Op 23 maart 1949 was het metselwerk gereed.
Omstreeks 1970 werd de ingang van de groeve aan de Jekerdalzijde (de brouwerij-ingang) dichtgestort om hier de ENCI-weg (Silexweg) te kunnen aanleggen waarover de mergel werd vervoerd die vrijkwam toen het Albertkanaal werd verbreed.

## Groeve
De groeve bestaat uit twee delen die oorspronkelijk elk als afzonderlijke groeve zijn ontgonnen en later door meerdere kleine doorbraken met elkaar verbonden zijn. Het kleinste deel van de twee wordt het kapeldeel genoemd en ligt achter de kapelingang aan de zuidkant van de groeve. Dit gedeelte is hoger gelegen dan de rest van het gangenstelsel. Dit gedeelte dankt haar naam aan de Kapel van Caestert die vroeger vlak bij de ingang stond. Dat het kapelgedeelte hoger ligt dan de rest van de groeve is het gevolg van een geologische breuk met verticale verschuiving van drie meter.
Het hele gangenstelsel is in meerdere fases ontgonnen en in de diverse ontginningsperiodes zijn verschillende methodes gebruikt om de mergel te winnen. De blokbrekers begonnen achter de ingang eerst met een hoofdas, waarna een ander team van blokbrekers erachter een stuk opzij groef en parallel aan de hoofdgang een parallelgang ging ontginnen. Deze ontginning resulteerde in zeer hoge gangen van wel negen tot twaalf meter hoog, waarbij de kolommen vaak op een soort voet lijken te rusten. Het gangprofiel van een klein deel van de gangen is parabolisch en zijn in de 19e eeuw gegraven voor de winning van mergelpoeder.
Om de drukgolven als gevolg van instortingen op te vangen zijn er aan de noordoostkant van het Caestert-stelsel drie betonnen gebogen muren gebouwd in de (aldaar) enige drie open doorgangen naar het Zuidelijk Gangenstelsel. Deze drie muren staan ongeveer op de grens tussen België en Nederland en worden de grensmuren genoemd.
De ingangen van de groeve zijn dichtgemaakt, maar op zodanige wijze dat vleermuizen en andere kleine dieren de groeve kunnen gebruiken als schuilplaats.
Om de kalksteenblokken uit de hoog op de helling gelegen groeve te vervoeren naar de transportschepen op de Maas, werd er bij de uitgangen een glijgoot aangelegd in de berghelling. De transportgleuf overbrugde een hoogte van ongeveer 40 meter (met de ingang van de groeve op ongeveer 90 meter boven NAP en de Maas op 40 meter), met een hellingshoek van 60 graden of meer.

## Geologie
De groeve is net als het aansluitende Zuidelijk Gangenstelsel uitgehouwen in de Kalksteen van Nekum. In de groeve is in de gangen de Horizont van Kanne te zien.

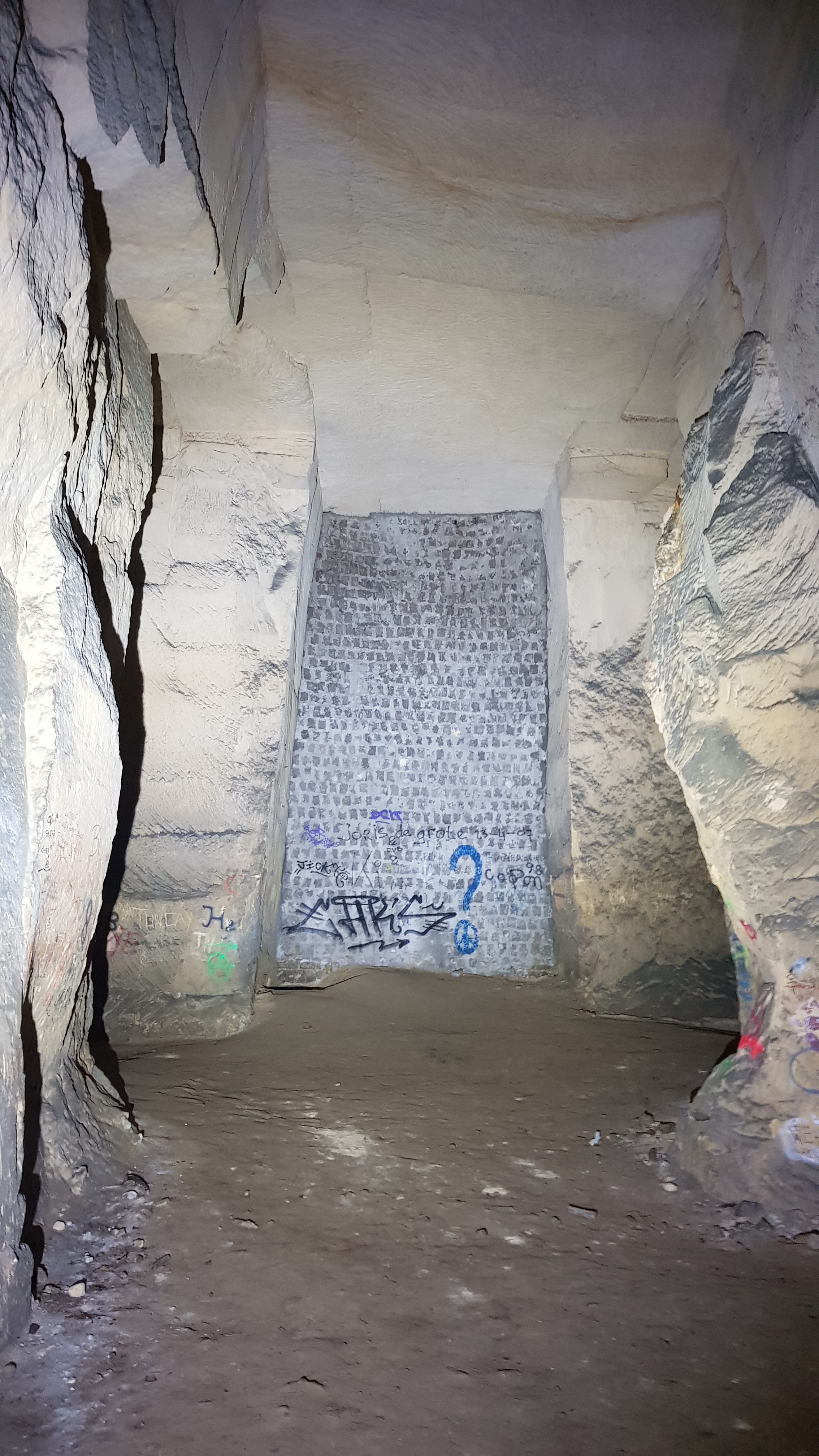
Een van de drie grensmuren
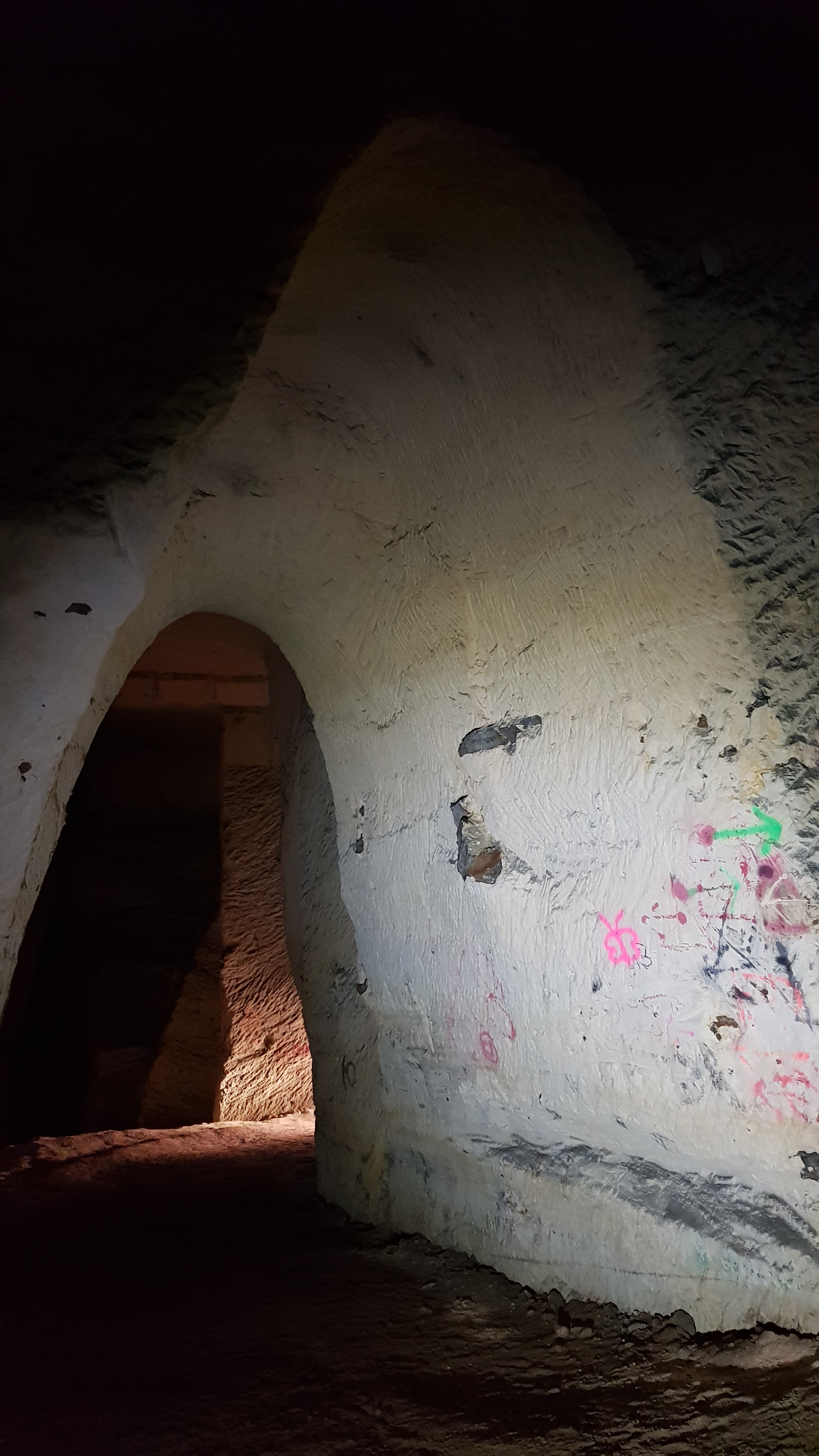
Doorgang vanuit het kapeldeel naar de rest
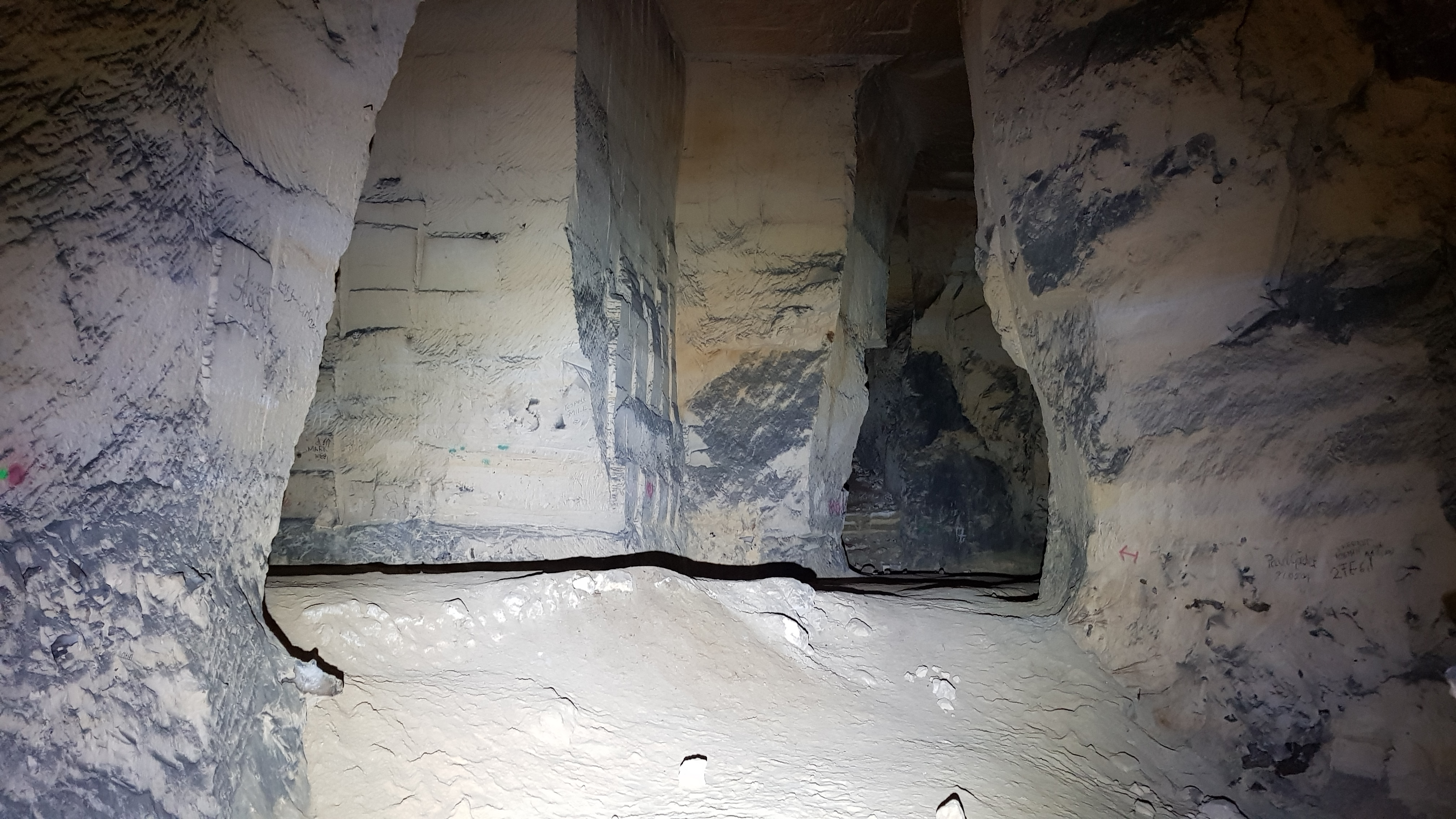
Opgehoogde groevevloer voor de transportweg
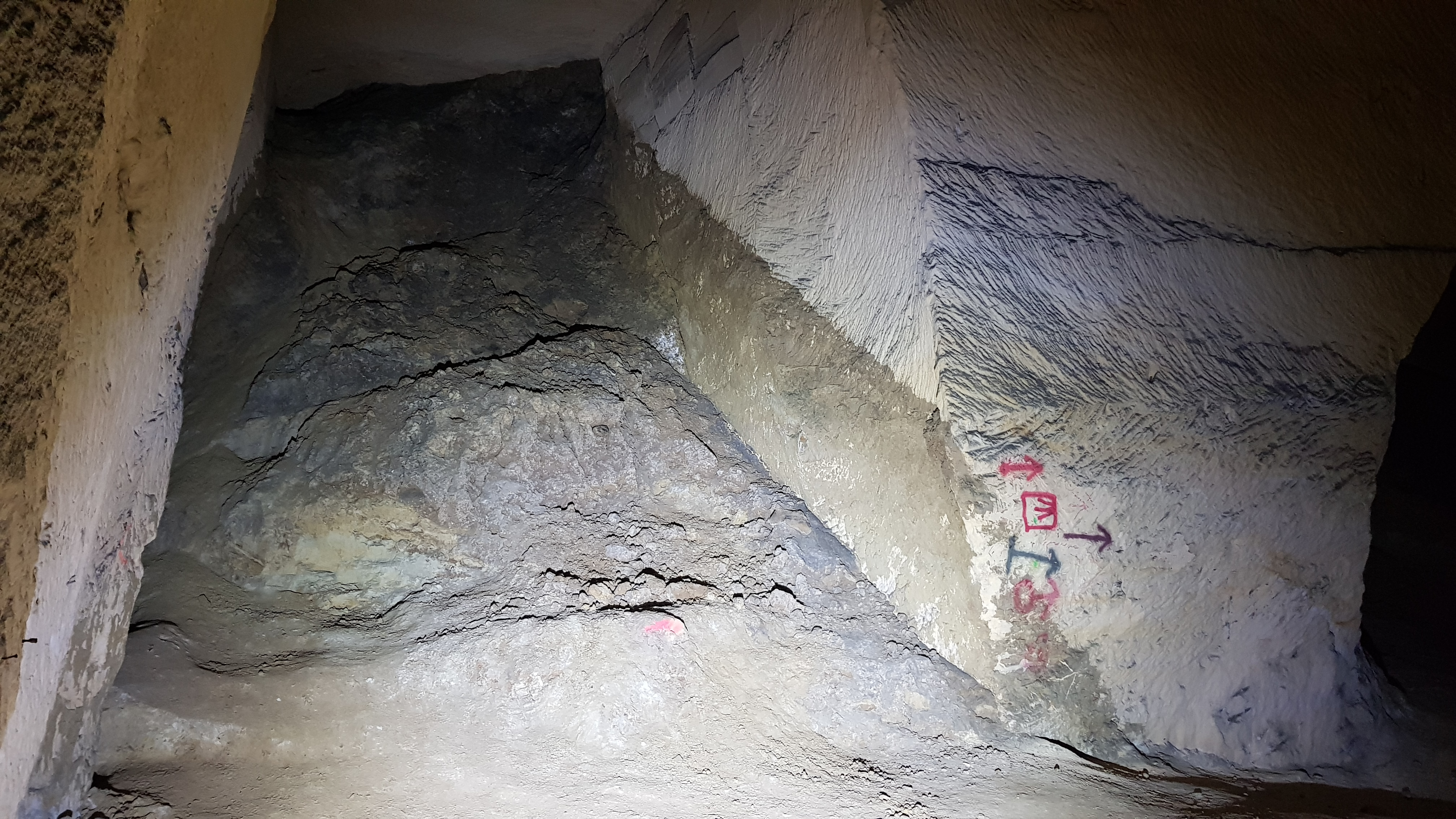
Deels afgegraven instroming van een aardpijp ten behoeve van de aanleg van de transportweg
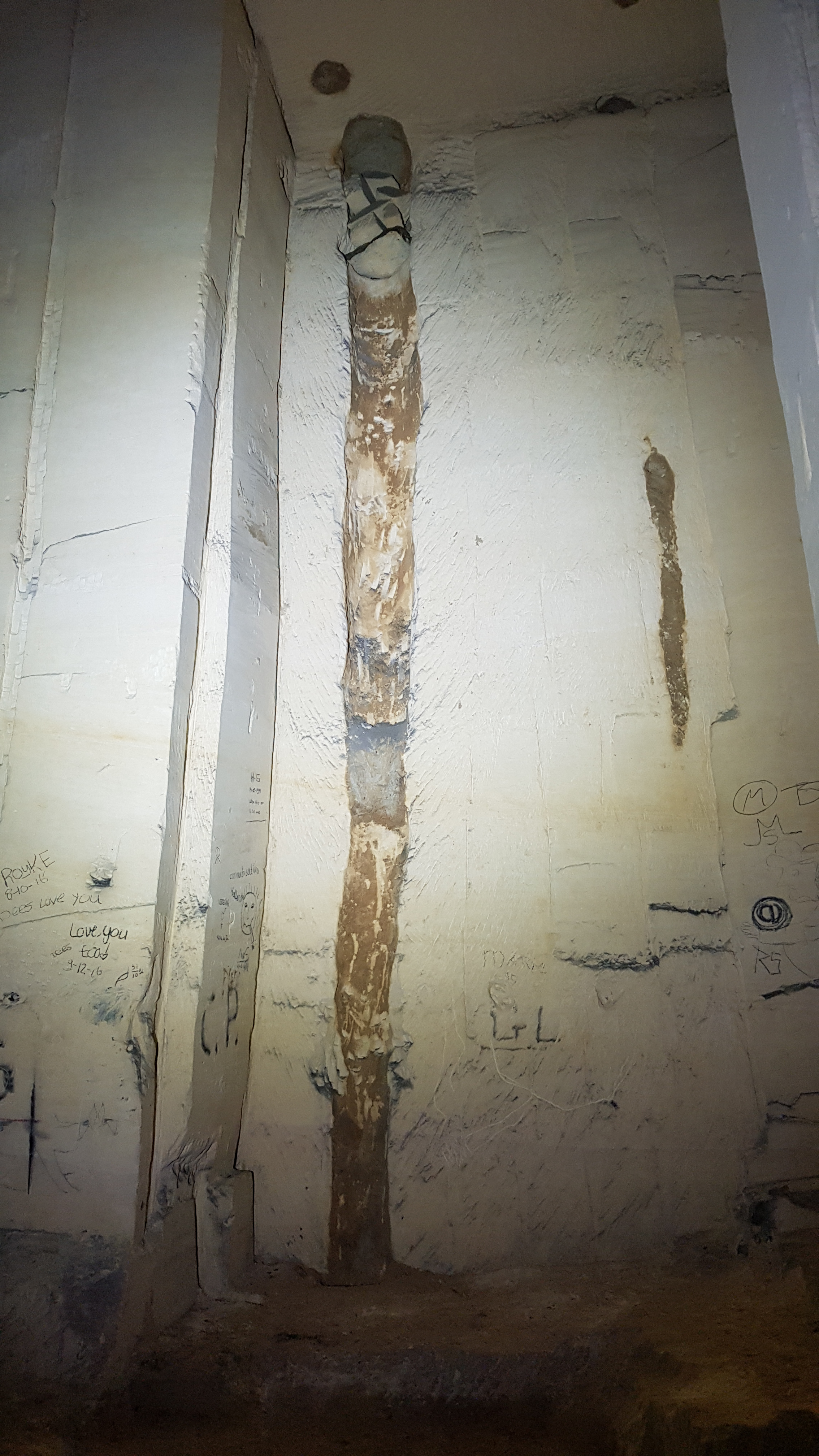
Een aardpijp
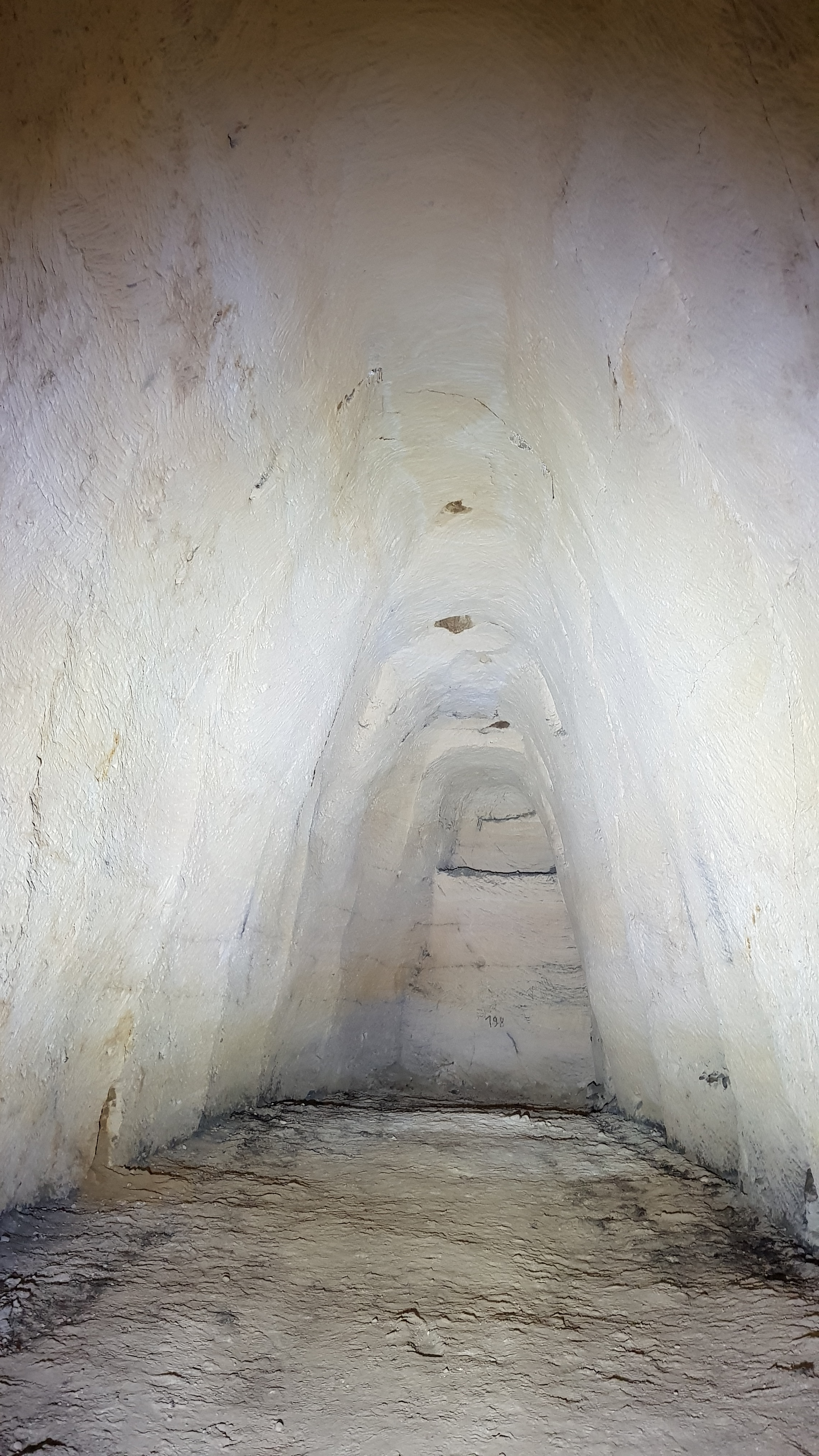
Een paraboolvormige gang
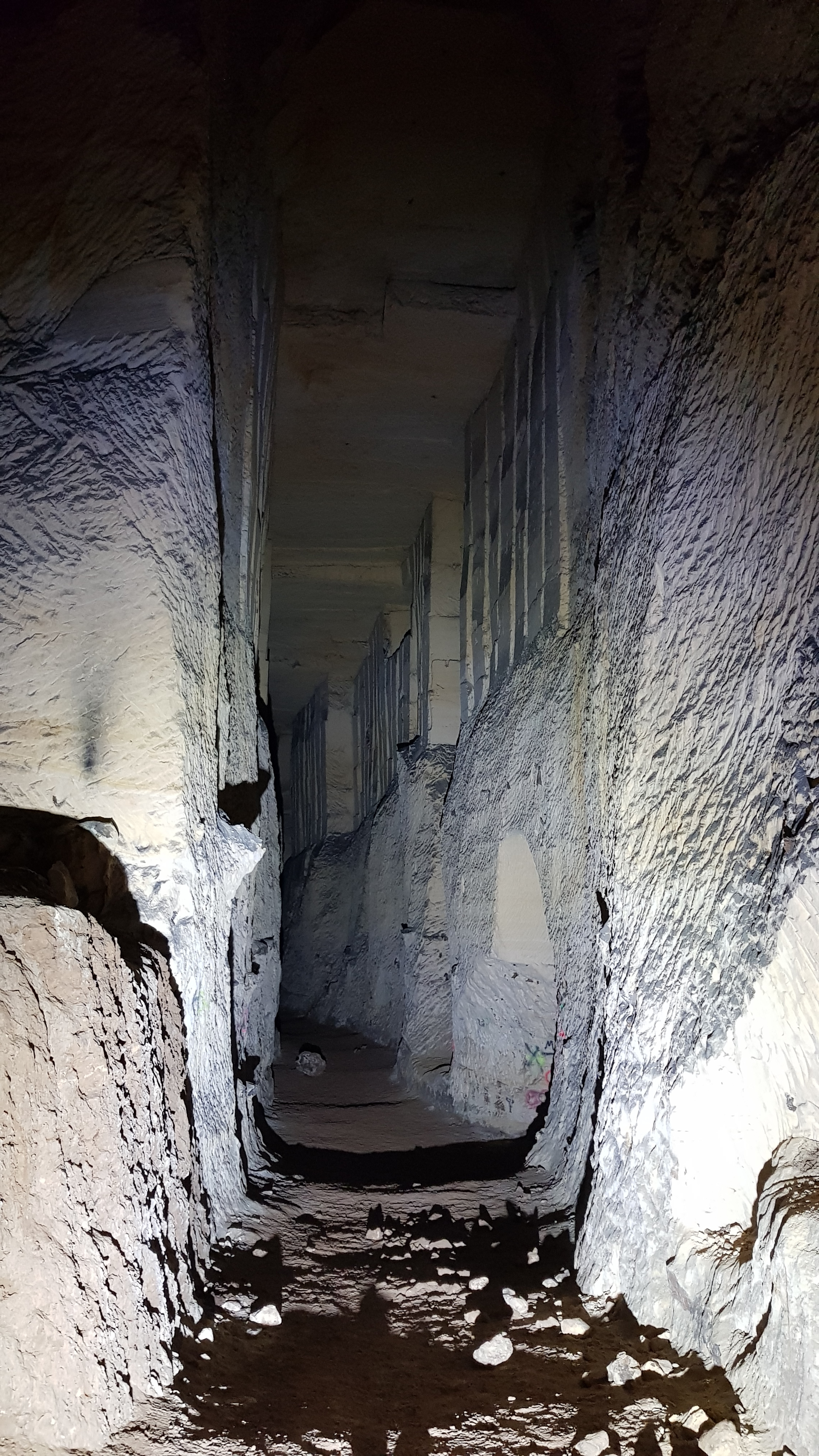
Twee methodes van mergelwinning te zien aan de wanden
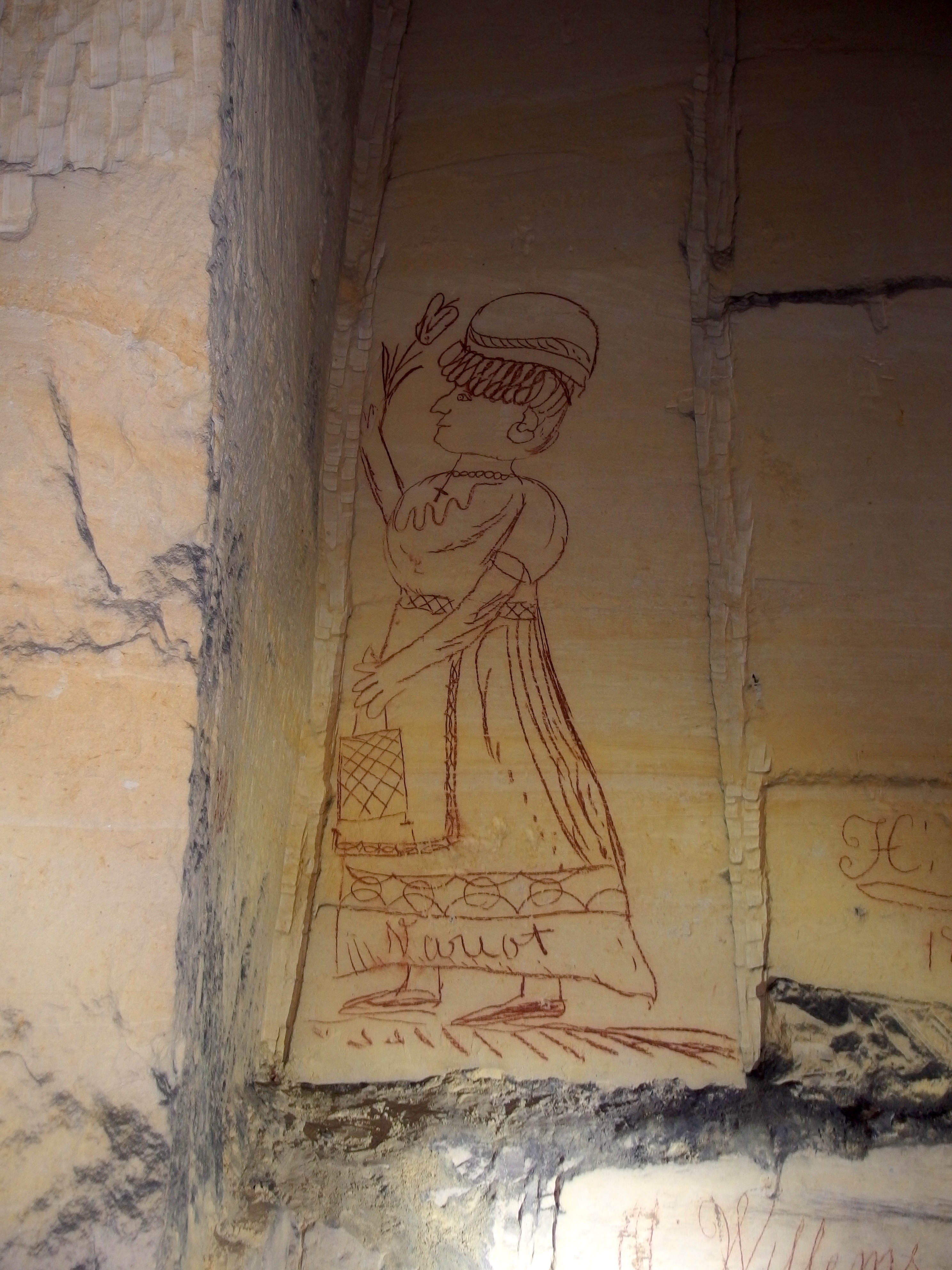
Oude tekening op de mergelwand
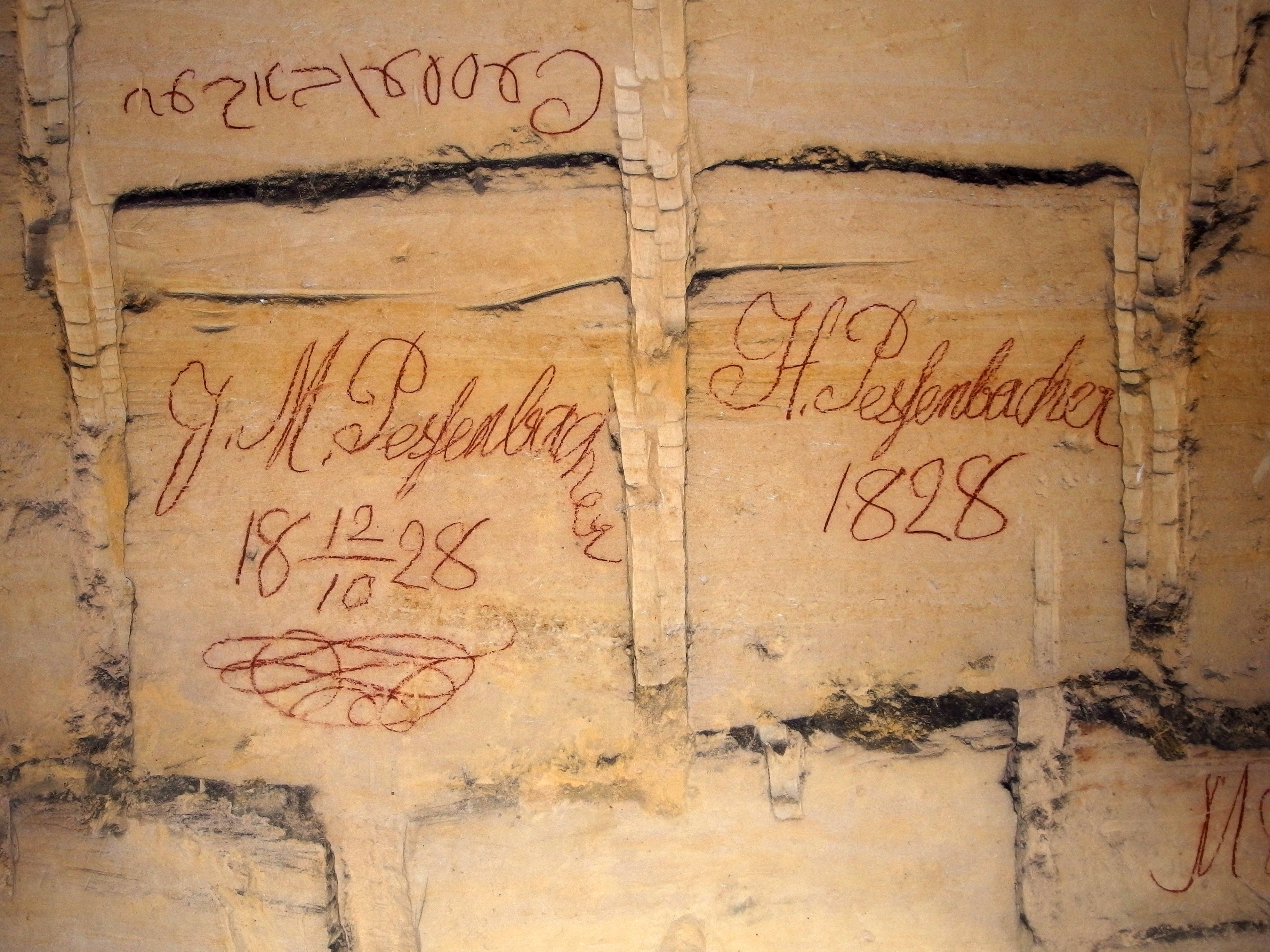
Oud opschrift uit 1828
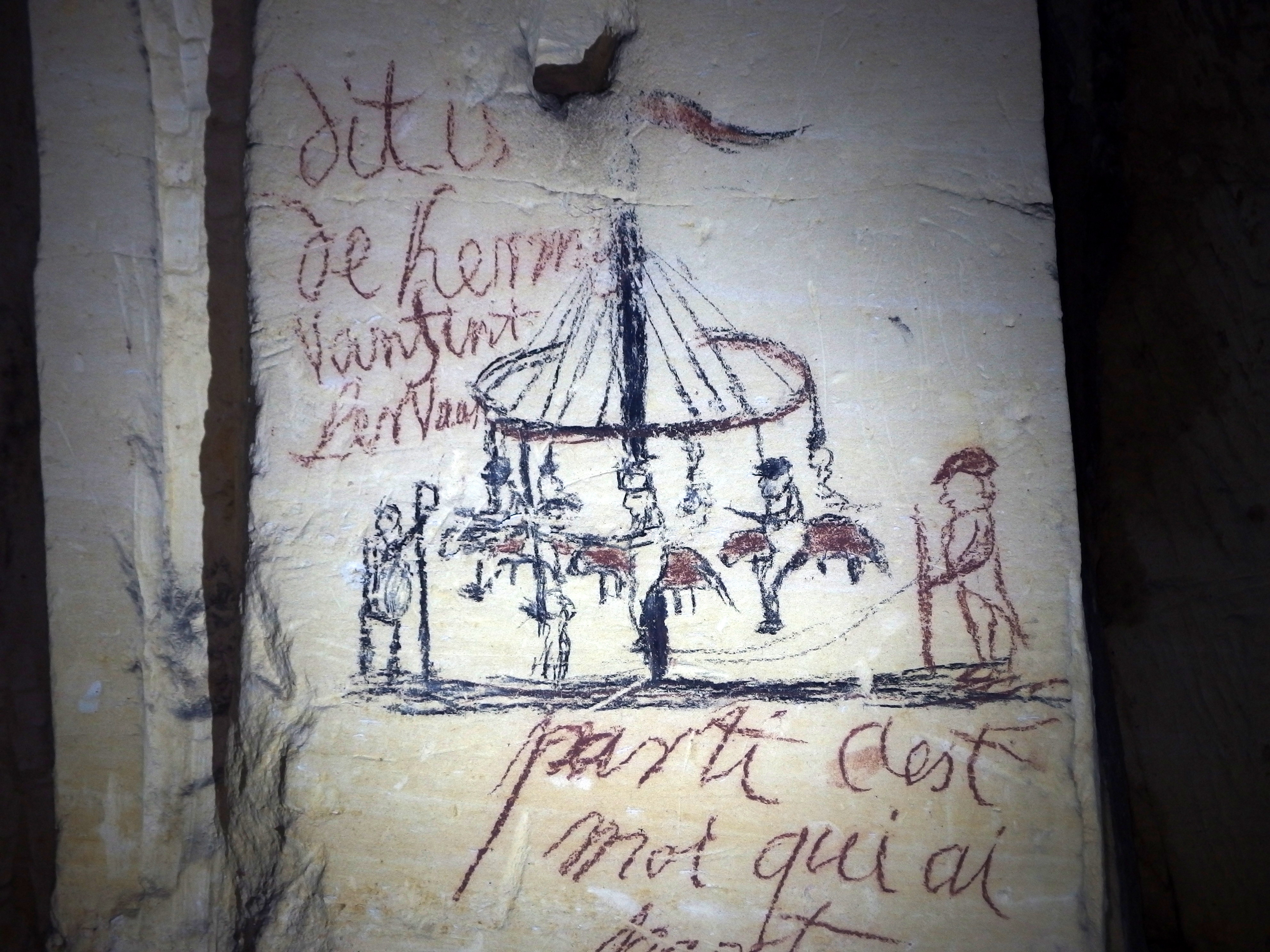
Oude tekening op de wand
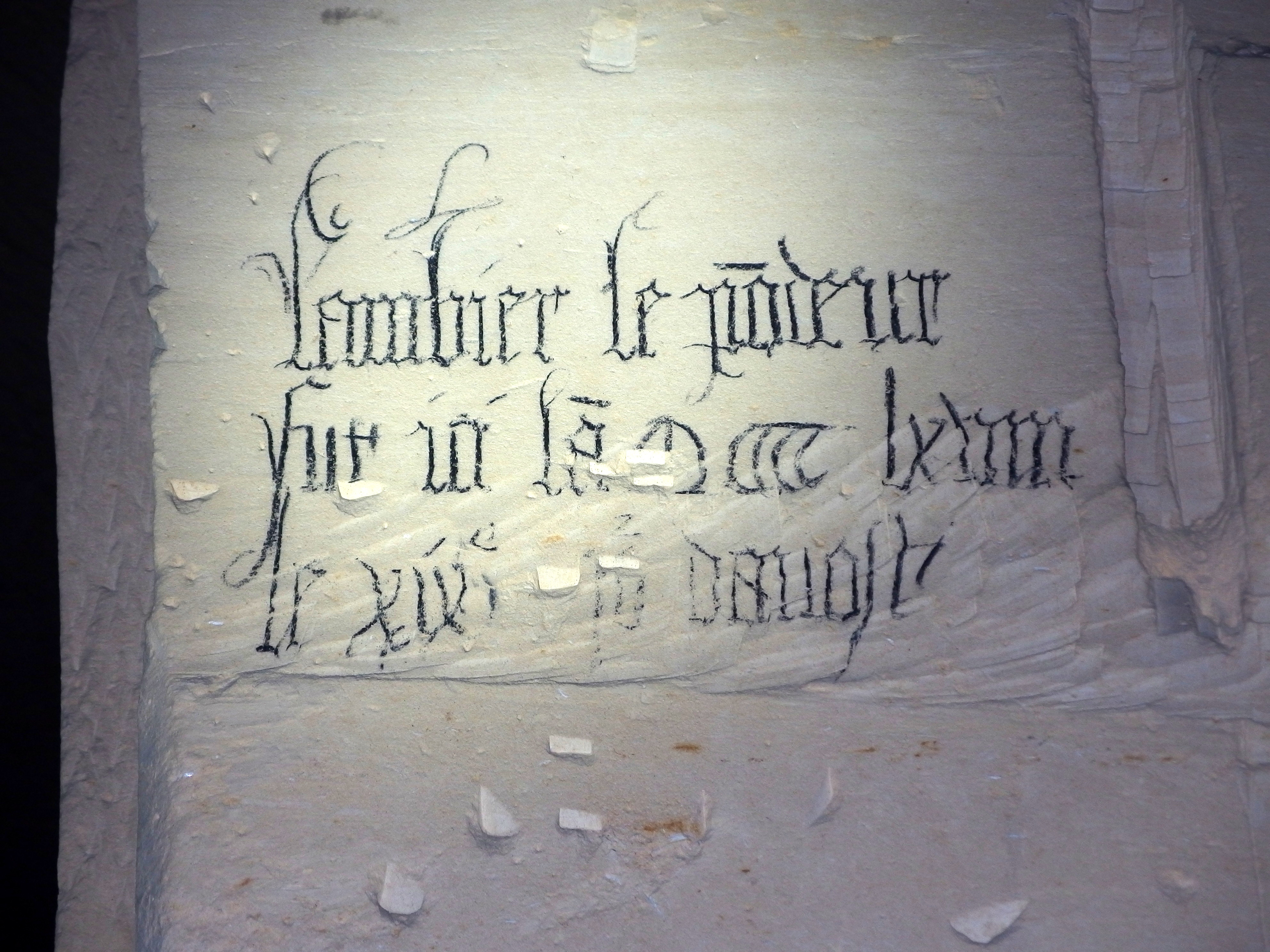
De oudste bekende tekst in mergelgroeven in Zuid-Limburg
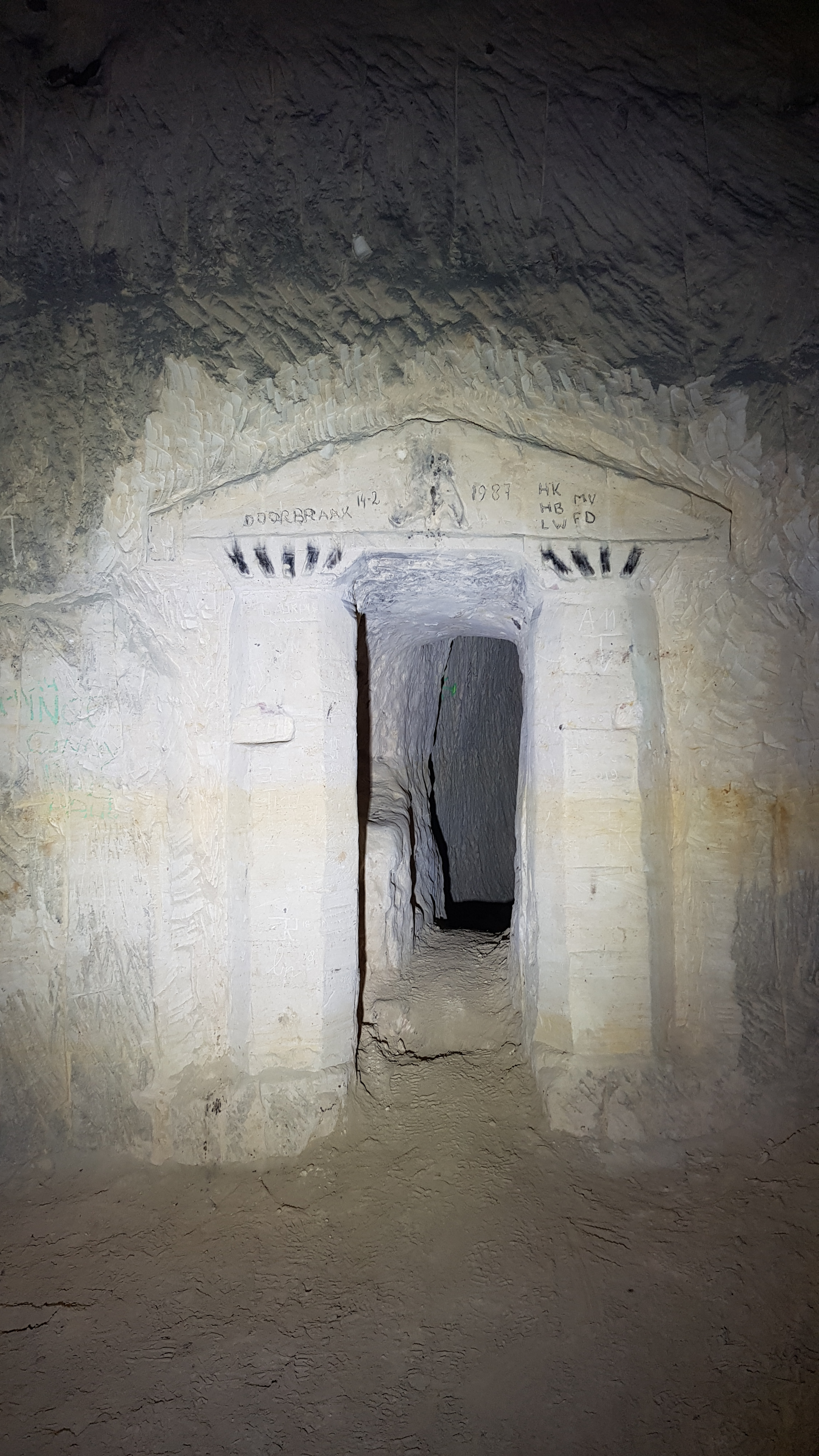
Doorgang gegraven in 1987